# Chiesa di Sant'Orsola (Palermo)
La chiesa di Sant'Orsola è ubicata nel centro storico di Palermo nel mandamento di Palazzo Reale o Albergaria, in Via Maqueda tra i Quattro Canti e piazza Sant'Antonino.

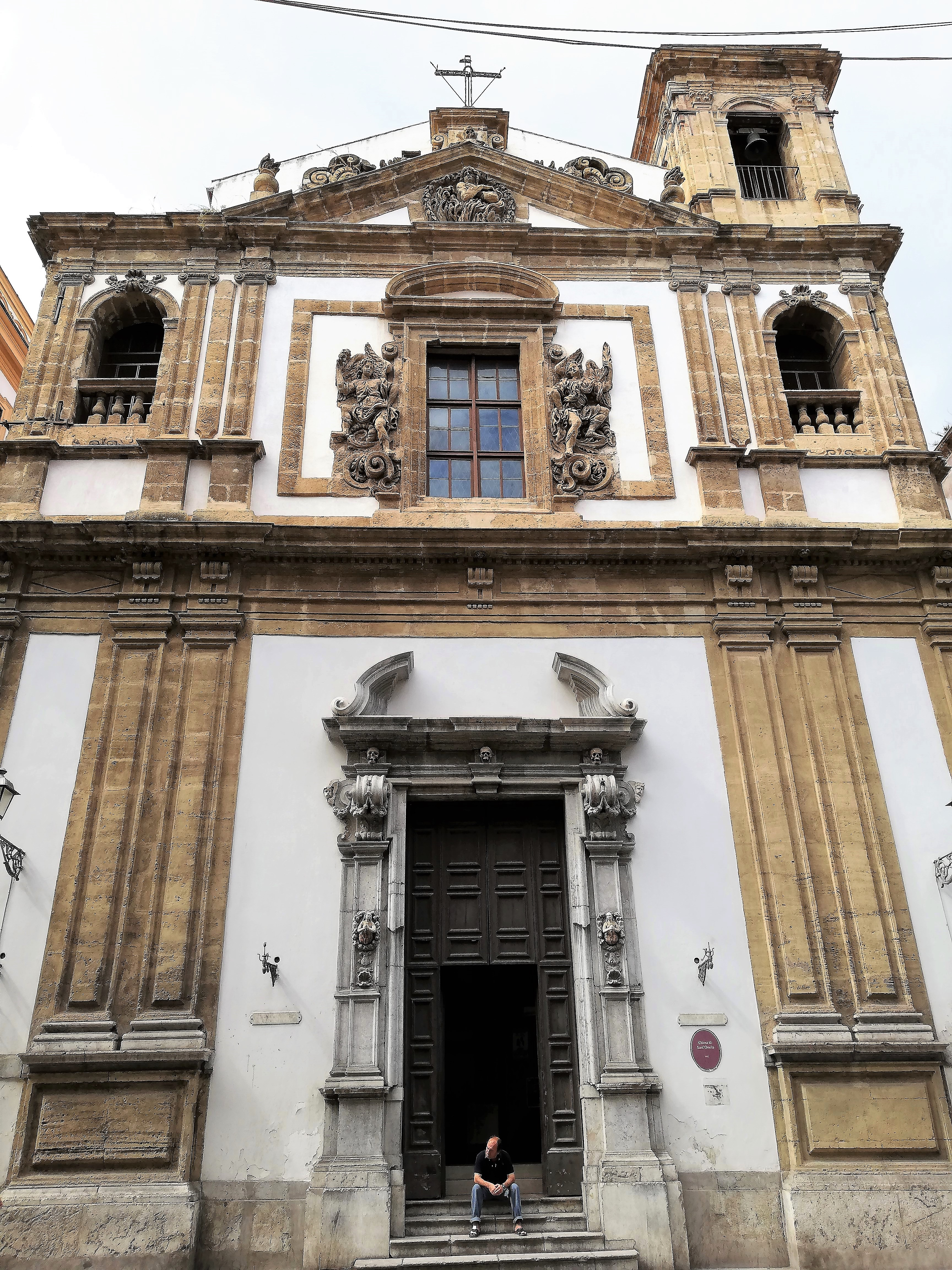
Facciata.

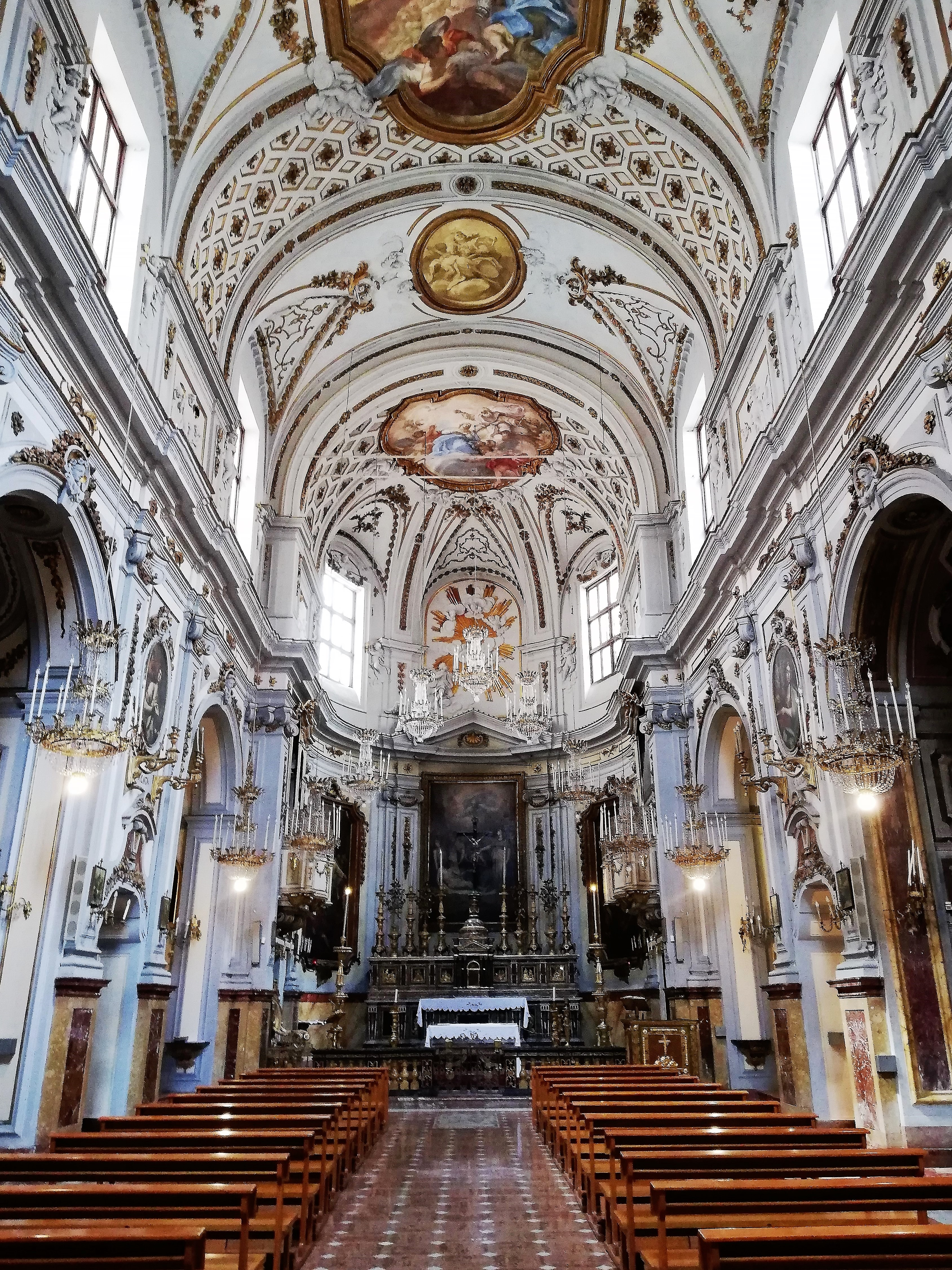
Navata.

## Storia
- 1590, Costruzione dell'Oratorio di Sant'Orsola presso la chiesa dei Santi Quaranta Martiri Pisani al Casalotto.[2]
- 1662, Perfezionamento dell'attuale costruzione.[3]
- 1672, Primo ciclo di decorazioni interne seguito da un secondo abbellimento nel secolo successivo.[3]
- XXI secolo, Restauro delle decorazioni serpottiane.

## Facciata
La facciata articolata da nervature orizzontali di coppie di paraste in pietra naturale, doppie per la coppia che delimita il vano del portale, che culminano in una massiccia trabeazione che separa i due ordini. Il pregevole portale è caratterizzato da tre teschi scolpiti sull'architrave che richiamano la pietosa attività di 
sepoltura svolta dalla Compagnia dei Negri. Sulle lesene laterali è ricorrente l'elemento decorativo dell'"anima purgante".
Nel secondo livello le coppie interne sono costituite da lesene che delimitano una cornice che inscrive un finestrone centrale riccamente decorato da angeli ai lati e sormontato da timpano ad arco. Ai lati due logge angolari con balaustre, sulla destra l'unica completata da un terzo ordine e adibita a campanile.
Nel frontone triangolare una figura umana avvolta dalle fiamme ed altri elementi decorativi ricordano la caducità dell'esistenza umana e la redenzione dell'anima attraverso l'espiazione del peccato. Le cimase presentano decorazioni con volute, sul vertice della prospettiva campeggia un teschio come monito e memoria di traguardi e aspettative future dell'esistenza vissuta nel peccato.
Nella controfacciata un timpano in stucco delimita il portale.

## Interno
Edificio barocco con facciata rinascimentale a navata unica con cappelle laterali comunicanti. Le pareti sono arricchite di mirabili stucchi dei Serpotta e dei collaboratori Bartolomeo Sanseverino e Gaspare Firriolo. le cappelle custodiscono tele dello Zoppo di Gangi, Pietro Novelli, Antonio Manno, Giuseppe Patania ed altri insigni artisti ed artigiani.
La navata dell'architetto Giacomo Amato, che ha diffuso le idee dell'architetto romano Francesco Borromini, è affrescata con la Gloria di Sant'Orsola di Gaspare Serenari, La Fede e La Carità del 1756.
I pilastri sono decorati da ovali che incorniciano figure di sante patrone palermitane: Santa Lucia, Santa Cristina, Sant'Agata, Santa Ninfa, Sant'Oliva e Santa Rosalia della bottega di Pietro Novelli.

### Navata destra
- Prima campata: Cappella di Sant'Anna. Sull'altare è collocato il dipinto raffigurante Sant'Anna e Maria bambina, tela seicentesca di Pietro Novelli; un'ipotesi molto nota sostiene che questo quadro sia stato il penultimo realizzato da Pietro Novelli.[1]
- Seconda campata: Cappella di Sant'Orsola. Sull'altare il dipinto raffigurante il Martirio di Sant'Orsola, del monrealese Pietro Novelli del 1642.[1][4]
  - Reliquiario ligneo e Cristo deposto ligneo del XVIII secolo.
- Terza campata: Cappella delle Anime Purganti. Sull'altare campeggia il dipinto Salvazione delle anime purganti delimitato da due splendidi angeli in stucco, opere di Giacomo Serpotta. Sulle pareti laterali due scheletri, simbolo ed emblema della Compagnia di Sant'Orsola, sormontano due medaglioni; l'ovale di sinistra raffigura Santa Rosalia, quello di destra la Vergine Maria Immacolata. I "teatrini" in altorilievo nell'arco dell'intradosso raffigurano Sant' Elia nutrito dall'angelo ed Elia e l'altare di fuoco, entrambi realizzati da Giacomo Serpotta nel 1696.

### Navata sinistra
- Prima campata: Cappella della Sacra Famiglia. Sull'altare il quadro raffigurante la Sacra Famiglia e lo Spirito Santo.
- Seconda campata: Cappella del Crocefisso. Crocefisso ligneo del XVIII secolo circondato da oggetti e simboli della passione di Cristo (il Sole e la Luna, la spada con l'orecchio mutilato, la brocca d'acqua, il gallo, il calice, la mano, la falce, il sacco di monete, l'arco e le frecce, la lancia che trafisse il costato di Gesù, la freccia con la spugna intrisa di aceto, la pinza ed il martello per i chiodi, i chiodi stessi, la scala, la colonna, i flagelli).  Sulla mensa dell'altare pregevole quadro raffigurante la Mater Dolorosa.
- Terza campata: Cappella di San Girolamo, primitiva Cappella di Sant'Orsola. Sull'altare il dipinto San Girolamo nel suo studio di Gaspare Vazzano[5], forse proveniente dall'oratorio adiacente alla chiesa di Sant'Antonio Abate. Sulla mensa sono collocate le statue lignee dei santi Cosma e Damiano, restaurate nel 2017.

### Altare maggiore
Alle spalle dell'imponente altare maggiore in marmi policromi (tra cui il raro marmo rosso di Custonaci) è collocata la Deposizione e le tre Marie di Giuseppe Patania, un Crocifisso ligneo settecentesco, un tabernacolo a tempietto rivestito in lapislazzuli e pietre dure completano la fastosa mensa. I pannelli frontali sono riccamente decorati con scene sacre in formelle lignee a bassorilievo e marmi policromi.
A lati due grandi tele raffiguranti La probatica piscina (guarigione del paralitico) e La discesa di Cristo al limbo di Antonio Manno, nella volta è affrescata l'Assunzione della Vergine Maria di Gaspare Serenari. Ai lati due grandi cantorie organo.
In corrispondenza del frontone dell'altare, nella vela centrale della calotta absidale, tra decorazioni e gruppi scultorei in stucco raffiguranti putti, angeli e nembi, vi è una grande raggiera in stucco dorata, nella è inscritta il triangolo trinitario con la scritta Jahvè.

## Sacrestia
- Discesa di Cristo nel Limbo di Antonio Manno del 1778.
- Madonna con Salvator mundi, dipinto di Pietro Novelli.[6]
- Gesù Cristo con la Croce, dipinto di Pietro Novelli ispirato allo Spasimo di Sicilia di Raffaello Sanzio.[6]

## Oratorio

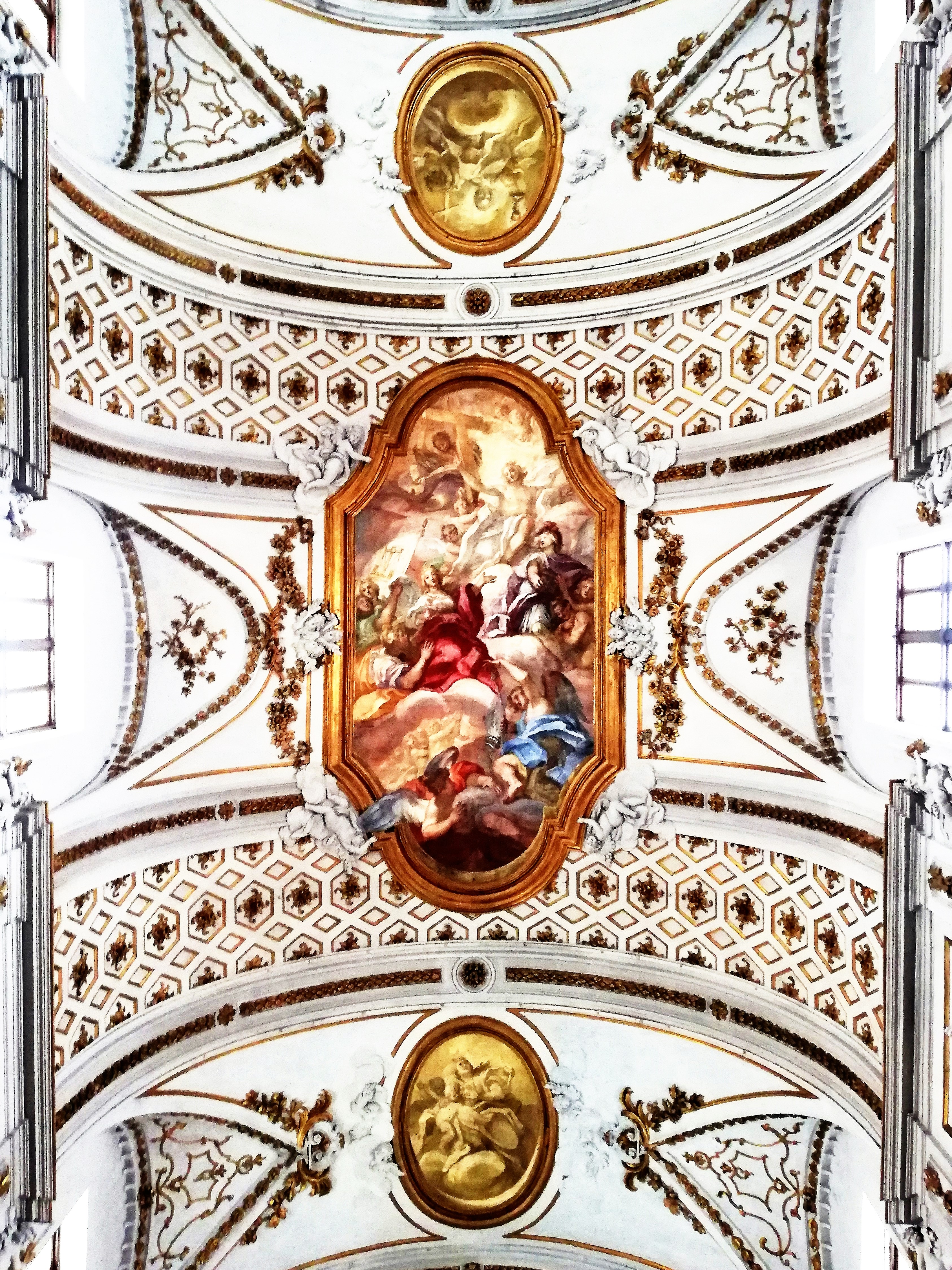
Decorazioni volta navata.

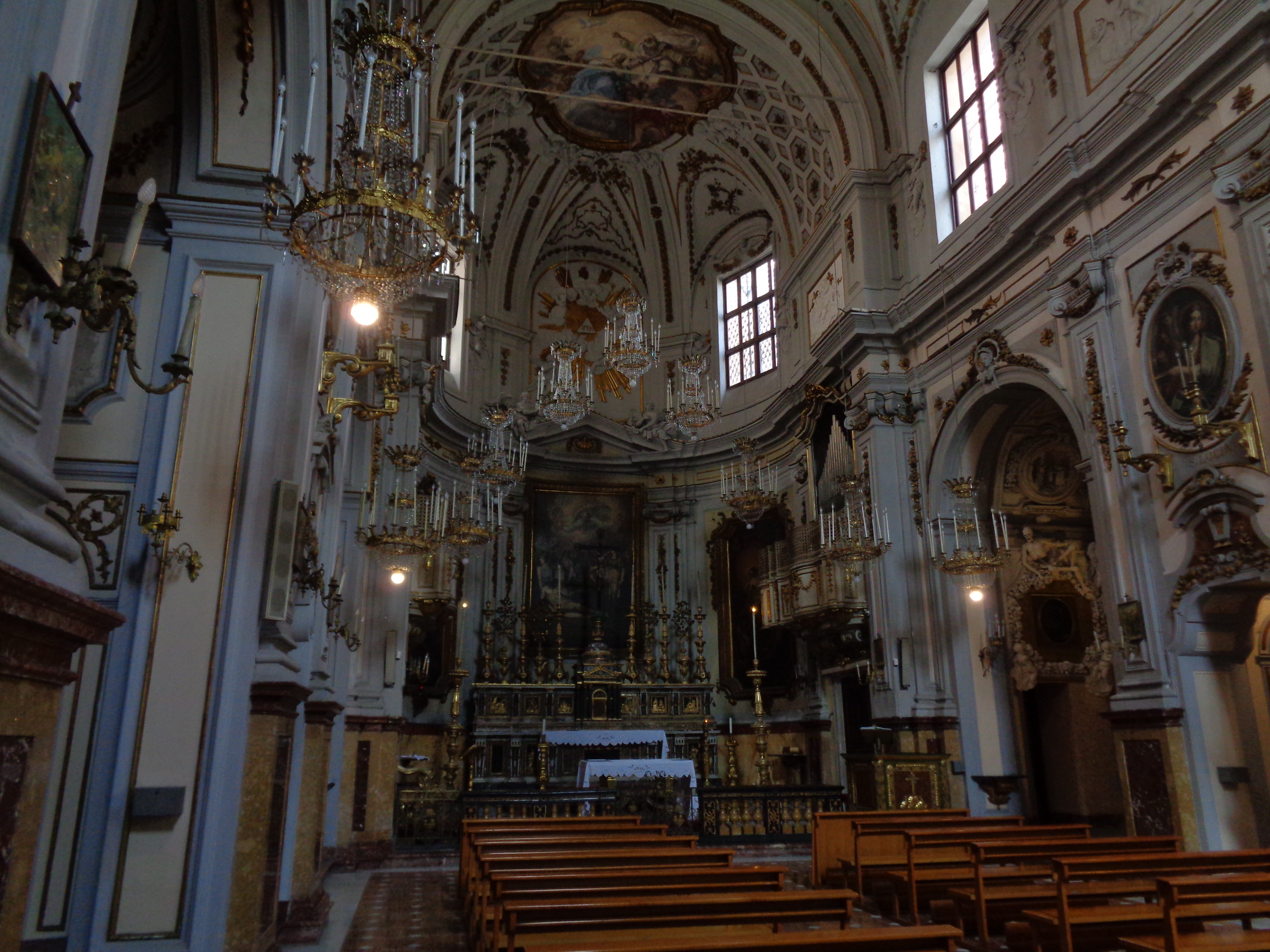
Veduta navata.

- 1563, La Compagnia di Sant'Orsola ha sede presso questi locali. L'altare ligneo dell'Oratorio è incastonato in una pregevole cappella ornata di stucchi riproducenti putti, festoni e ghirlande, ossa e teschi. Nella lunetta una stele affrescata sormonta il dipinto Trionfo di Sant'Orsola, opera di Giacomo Lo Verde (attribuito a Pietro Novelli)[4] proveniente dalla primitiva Compagnia di Sant'Orsola.[5] Affreschi, dipinti raffiguranti scene di vita della martire, medaglioni riproducenti le attività del sodalizio, decorazioni e il simbolo dei «Negri» arricchiscono soffitti e pareti.

Nella controfacciata un pregevole tavolo intagliato, una tela raffigurante la Deposizione attribuita a Pietro Novelli, sormonta un Crocifisso.

## Cripta

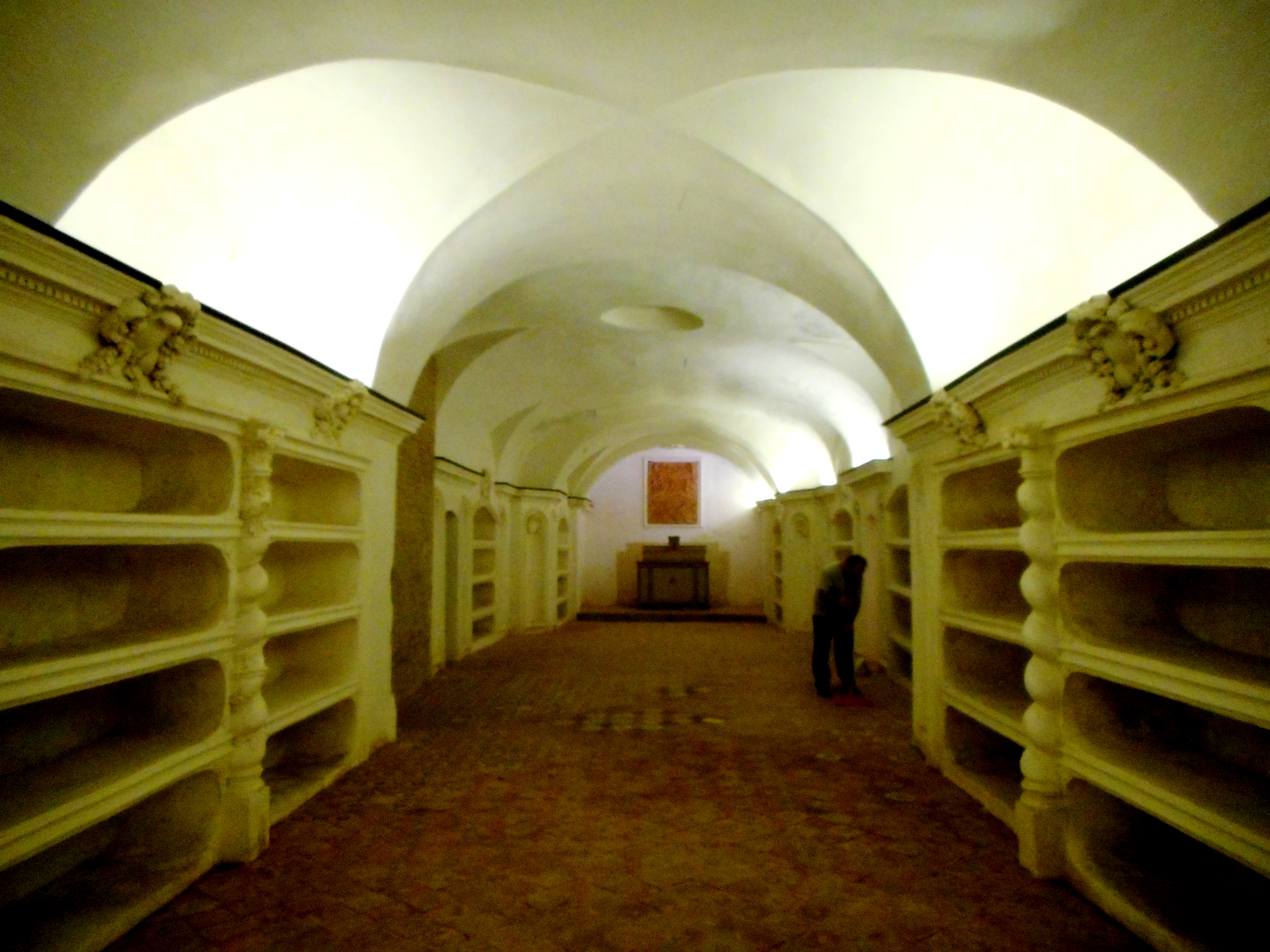

Le decorazioni dei loculi e delle nicchie, d'impronta serpottiana, ricordano l'alto lignaggio dei defunti che venivano tumulati nei locali ipogei. I restauri hanno messo in evidenza il complesso di cisterne, botole, colatoi utilizzati per la corretta conservazione dei cadaveri.

## Compagnia di Sant'Orsola
- 1563 5 novembre, Compagnia di Sant'Orsola dell'Orazione della morte sotto il titolo dei «Negri». Il sodalizio nasce presso la Cappella di Sant'Orsola della Chiesa dei Santi Quaranta Martiri Pisani al Casalotto, come documentato dal canonico palermitano Antonio Mongitore. Gemellata con la Compagnia dell'Orazione della Morte di Roma.

Compito principale del sodalizio, la pietosa sepoltura dei morti del quartiere di competenza nonché l'ufficio di messe in suffragio per anime dei defunti. Dei «Negri» perché lo statuto imponeva abiti di tela nera nelle processioni.
- 1782, Con le nuove disposizioni, le sepolture hanno luogo presso il cimitero o campo santo eretto per decreto del Viceré di Sicilia Domenico Caracciolo[7] denominato Cimitero di Santo Spirito e affidato alla nobile Compagnia di Sant'Orsola.
- Compagnia del Santissimo Nome di Gesù in Sant'Orsola.

## Feste religiose
- 2 novembre, Commemorazione dei defunti, la ricorrenza è celebrata gareggiando in paramenti, illuminazione, musiche con la chiesa di San Matteo al Cassaro. Funzione documentata.[5]